# Warszawakonføderationen
Warszawakonføderationen (28. januar 1573) er en toleranceforordning og en vigtig udvikling i den polsk-litauiske realunions historie; begyndelsen på religionsfrihed i unionen. Selv om konføderationen ikke forhindrede alle religions-baserede konflikter, gjorde den realunionen til et meget sikrere og mere tolerant sted end resten af det daværende Europa, især under Trediveårskrigen.
Teksten fra Warszawakonføderationen er på UNESCOs Memory of the World Programme-liste